# Arnaud-François de Maytie
Arnaud-François de Maytie, né vers 1612 à Mauléon et mort le 2 juillet 1681 à Oloron, est un ecclésiastique, évêque d'Oloron de 1659 à 1681.

## Biographie
Arnaud François est le fils de Pierre Arnaud de Maytie, lieutenant civil et criminel « de robe longue » à Mauléon en 1605, chevalier de Saint Lazare, et seigneur de Johanne en 1619 et de Madeleine d'Arbidie dame de Lacarre. Il est le neveu de Arnaud II de Maytie et le petit neveu de Arnaud Ier qui se sont succédé sur le siège épiscopal d'Oloron de 1599 à 1646. Il commence ses études au collège de Clermont et les complète pour la philosophie à l'université de Toulouse. Il étudie également la théologie et obtient le grade de docteur. Prêtre en 1648, il devient chanoine d'Oloron et à partir de 1635 commendataire de l'abbaye de Saint-Pé-de-Bigorre dans le diocèse de Tarbes où il introduit la congrégation de Saint-Maur en 1650, bénéfice dont il se démet lorsqu'il devient évêque. 
Il succède à Jean de Miossens comme évêque d'Oloron en 1659 ; confirmé le 1er septembre, il n'est consacré qu'en 1661 par l'archevêque d'Auch et établit les capucins à Oloron. Il doit faire face dans son diocèse à des troubles sociaux dans le pays de Soule sous la conduite d'un membre du bas clergé, le curé de Moncayolle, un dénommé Goyheneche dit Matalas. Il meurt à Oloron en 1681.